# Стенки Изгорья

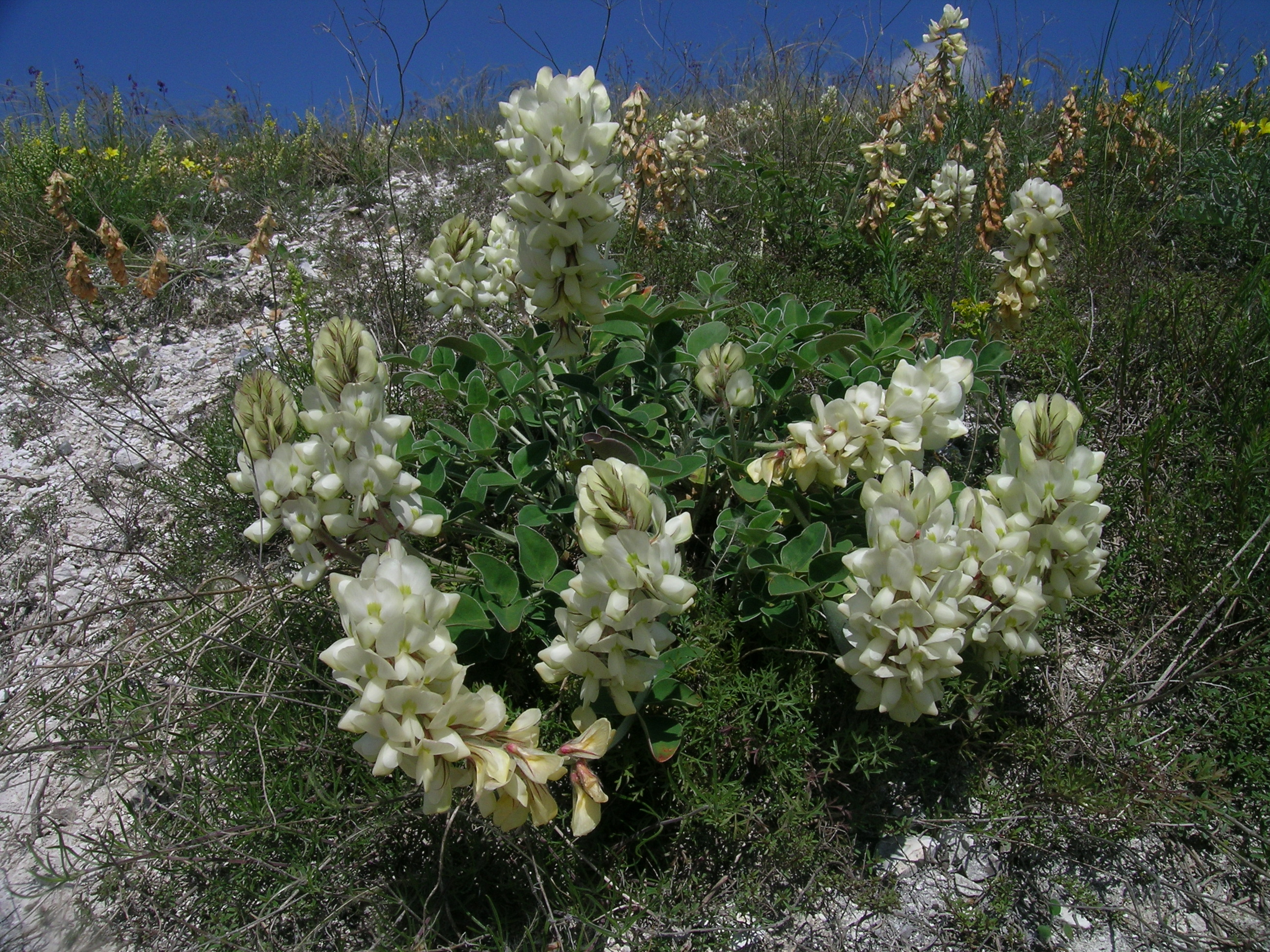
Копеечник крупноцветковый на участке

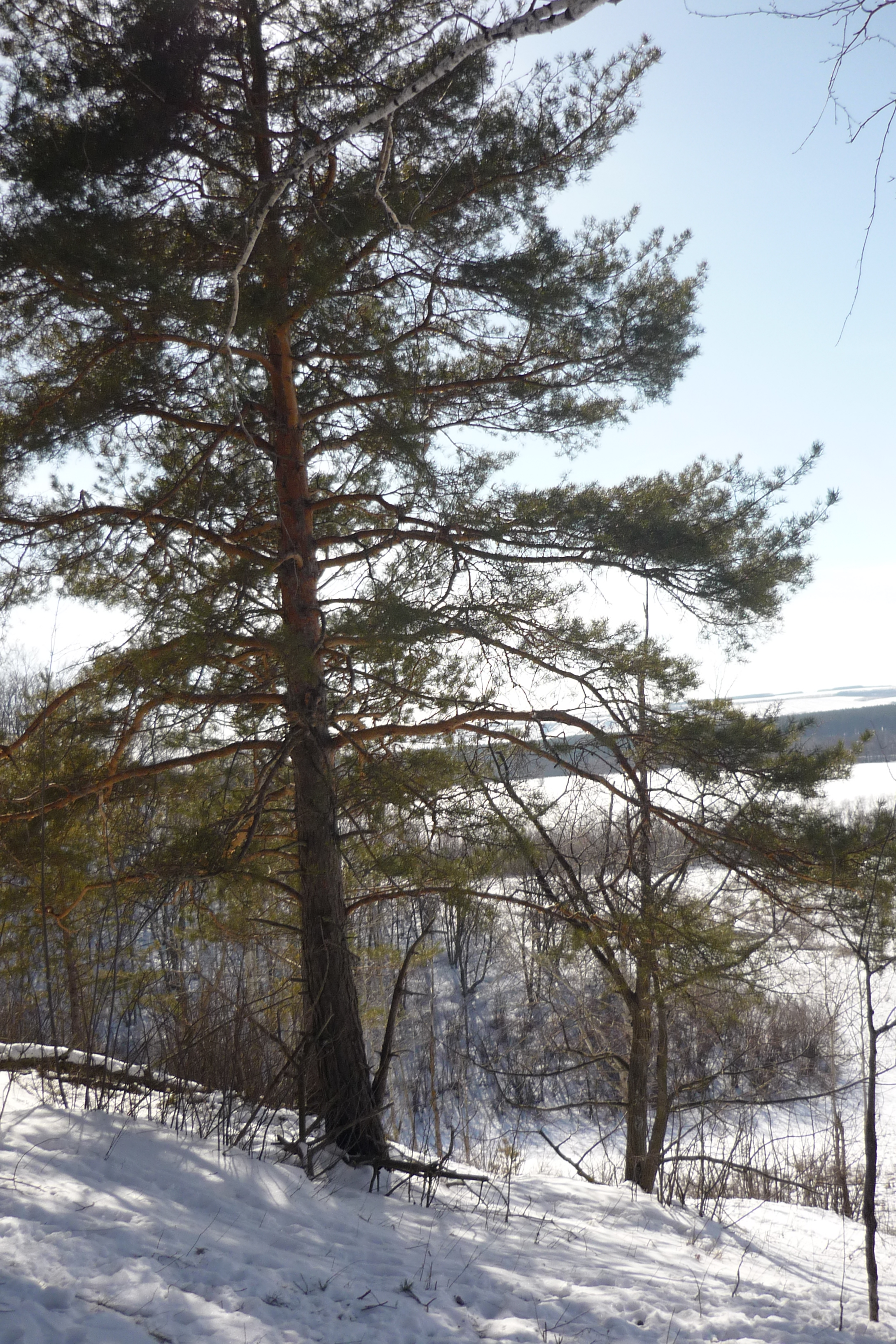
Одна из восьми меловых сосен на участке

Сте́нки Изго́рья — заповедный участок федерального значения государственного биосферного заповедника Белогорье. Расположен на левых крутых берегах реки Оскол между сёлами Песчанка и Таволжанка в 10 км от города Новый Оскол. Площадь участка составляет 267 га.
Создан распоряжением Совета Министров РСФСР	17.05 1995	№660-р	"О включении в состав Центрально-Чернозёмного государственного природного заповедника имени профессора В.В. Алехина земельного участка лесного фонда Белгородской области "Стенки-Изгорья" с общей площадью 267,0 га. Является местом произрастания и обитания реликтовых, малочисленных, редких и исчезающих видов растений и животных. Имеет неповторимое сочетание природных комплексов: нагорная дубрава с меловыми соснами, ковыльные степи, меловые обнажения, заболоченные сероольшанники. Это единственное место в России, где можно встретить сосну меловую, волчник алтайский, смолёвку меловую.

## История
Меловые склоны по левому берегу реки Оскол в районе нынешнего села Макешкино привлекли внимание учёных в самом начале XX века. В 1903 году вышла статья Владимира Николаевича Сукачёва о болотной и меловой растительности Юго-восточной части Курской губернии, где он упоминает Жостову гору.
Первые исследования региона совершил профессор кафедры ботаники Воронежского университета Б.М. Козо-Полянский. В 1928 году во время одной из своих экспедиций в Верхнее Поосколье он обнаружил остатки горного сосняка в урочище «Стенки» южнее города Нового Оскола. В экспедиции 1951 года реликтовую флору бассейнов рек Геросим и Убля изучал С.В. Голицын. В 1995 году директором  ФГБУ "Центрально-Чернозёмный государственный природный биосферный заповедник имени профессора А.В. Алёхина" (ЦЧЗ) Николаем Александровичем Малешиным без государственного финансирования, только за счет собственных средств ЦЧЗ, при активной поддержке научного коллектива был создан заповедный участок «Стенки Изгорья», ставший в то время 7-м кластерным участком заповедника. В 1992—1999 гг. флористическими исследованиями и проблемой сохранения остатков реликтовых меловых боров занимались сотрудники заповедника Н.И. Золотухин, И.Б. Золотухина, Т.Д. Филатова, Г.А. Рыжкова. Распоряжением	Правительства РФ от	29.03 1999	№ 502-р	"О передаче из состава Центрально-Чернозёмного государственного природного заповедника имени профессора В.В. Алёхина участков Ямской, Лысые Горы, Стенки Изгорья, расположенных в Белгородской области в состав государственного заповедника «Лес на Ворскле» подчиненность и принадлежность участка "Стенки-Изгорья" была изменена. Из состава Центрально-Чернозёмного заповедника им. проф. В.В. Алёхина были изъяты 3 участка в Белгородской области: Ямской, Лысые Горы, Стенки-Изгорья, и переданы в состав заповедника «Лес на Ворскле», который тем же Постановлением Правительства РФ переименован в заповедник «Белогорье». При этом, площадь ЦЧЗ уменьшилась на - 1003,0 га.

## Физико-географические особенности
Территория участка принадлежит к Донскому бассейну и находится в непосредственной близости к реке Оскол, занимая речные склоны и пойменный участок. Склон изрезан балками, между которыми располагаются узкие межбалочные гребни, покрытые смытыми карбонатными почвами. Абсолютные отметки 100-193 метра над уровнем моря.
В ландшафтном отношении территория участка включает нагорную дубраву, черноольшаник, пойменный луг со старицами и озёрами, искусственные насаждения тополя чёрного, сосны обыкновенной, обнажённые меловые склоны южной и западной экспозиций Жёстовой Горы и Таволжанского Лога с реликтовыми группировками «сниженных альп» и тимьянников, склоны балки и опушки урочища «Стенки», покрытые степными группировками и остепнёнными лугами.

## Животный мир
На участке обитает 210 видов птиц (два краснокнижных вида - степной лунь и змееяд), 21 вид млекопитающих (полёвка обыкновенная и рыжая, мыши лесная, полевая и желтогорлая, обыкновенный слепыш, лесная куница, барсук, лисица, кабан, косуля, заяц-русак и др.). Чрезвычайно богатое разнообразие представителей класса насекомых, среди которых большое количество редких и эндемичных видов (дыбка степная, жук-олень, пчела-плотник, махаон, мнемозина, поликсена). Из земноводных и пресмыкающихся отмечены: прыткая ящерица, краснобрюхая жерлянка, обыкновенная чесночница.

## Растительный мир
Широкий набор местообитаний на небольшой площади, а также сравнительно небольшая антропогенная нарушенность территории предопределяют весьма высокое её биологическое разнообразие, включающее 710 видов сосудистых растений (10 видов из Красной книги России — КК РФ, 46 — Красную книгу Белгородской области), 83 вида мохообразных и 85 лишайников.
В нагорной дубраве (81 га) выделяются фрагменты реликтового мелового бора с сосной меловой (КК РФ). Для участков луговых и настоящих (ковыльных, типчаково-ковыльных) степей (14 га) характерен ковыль перистый (КК РФ). На меловых обнажениях со специфической меловой флорой (27 га) растут копеечник крупноцветковый (КК РФ), оносма донская, тимьян меловой и др. Пойменные леса (84 га) сформированы в основном ольхой клейкой (чёрной), пойменные луга (32 га) включают все варианты низинных лугов — от сильно обводнённых болотистых до переходных к суходольным. Травяные болота и старичные озёра занимают 7 га. Имеются лесные культуры (20 га) сосны чёрной и обыкновенной. Особый интерес представляет участок (1 га) на песчаной пойменной гриве, где произрастают редкие для области песколюбы — хондрилла злаколистная, цмин песчаный, качим метельчатый и др.
Во флоре заповедного участка насчитывается около 700 видов сосудистых растений, 356 видов цветковых растений. Из них внесены в Красную книгу РФ — 10, в Красную книгу Белгородской области — 46, в том числе: некоторые орхидные, ковыли, оносма. Волчеягодник Софии к настоящему времени не сохранился.
В настоящее время сохранилось 8 экземпляров сосны меловой в возрасте от 70 до 200 лет.